# Talalora
Talalora est une municipalité de la province du Samar, aux Philippines.
Sa population est de 7 983 habitants au recensement de 2010 sur une superficie de 28 km2, subdivisée en 11 barangays.